# Tabasco
Tabasco (pronúncia espanhola: [taˈβasko] (escutarⓘ)) é um dos 31 estados do México, localizado no sudeste do país. Possui 2.395.232 habitantes (data: 2015), e sua capital é a cidade de Villahermosa.

## Geografia e meio ambiente
O estado está localizado no sudeste do México, fazendo fronteira com os estados de Campeche, Chiapas e Veracruz, com o Golfo do México ao norte e o país da Guatemala ao sul e leste. O estado cobre 24.731 quilômetros quadrados, o que representa 1,3% do total do México.